# Bocard dera Mena Victòria
El Bocard dera Mena Victòria és un monument del municipi de Bossòst (Vall d'Aran) inclòs en l'Inventari del Patrimoni Arquitectònic de Catalunya.

## Descripció
L'antiga fàbrica de concentració de la mena procedent de la mina Victòria ocupa una superfície important d'Era Lana de Bòssost. Com és habitual en aquest llocs hi ha edificis de grans proporcions, murs verticals, formats per cinc nivells d'obertures que aprofiten els esglaons del vessant per recolzar-se. Fins aquesta estació de descàrrega arribaven els materials extrets de més amunt, a partir de diferents mitjans de transport segons les èpoques: guies i corretges hidràuliques canals i conduccions, cables, telefèrics, etc. En la part baixa es conserven les estructures de trituració i de rentat dels minerals (una gran bassa) i més enllà les antigues oficines i cases a vora del riu (restaurades)

## Història
La producció de la mina Victòria, estimada en unes 100.000 tones al 50% de zenc baixava per un telefèric fins al Bocard de Bossòst que per definició era el lloc de moldre els minerals, i per extensió designa l'indret on es tractava el mineral: bugaderia, esquinçada i flotació; sempre situats a la part baixa de la vall per tal com s'aprofitava també l'energia hidràulica per moure les turbines. La inauguració de la central dera Mòla (1926) va permetre electrificar i mecanitzar els treballs de perforació, extracció, transport i concentració de la Mina Victòria que finalment fou abandonada, per manca de rendibilitat, l'any 1956. A.Madrid va comprar el lot complet de la Companyia de Mines i de les Centrals amb la casa d'oficines i els habitatges